# Khnoumhotep et Niânkhkhnoum
Pour les articles homonymes, voir Khnoumhotep.
 (avril 2025).
Khnoumhotep et Niânkhkhnoum, considérés par certains comme le premier couple homosexuel masculin dont on ait gardé la trace, partageaient le titre de Contrôleur des Manucures au palais du pharaon Niouserrê (Ve dynastie) et sont qualifiés de « confidents du roi » dans leur tombe commune.
Ces deux hommes, serviteurs royaux, sont présentés parfois comme des amants, des frères ou des jumeaux (reste à faire l'étude génétique), ayant cohabité dans leur vie antérieure avec leurs familles respectives. Ils sont effectivement parfois figurés accompagnés de leurs femmes et de leurs enfants. Dans la tombe qui leur sert de sépulture se trouve une fresque les représentant dans une scène intimiste et tendre durant leur vie. Khnoumhotep et Niânkhkhnoum, sont souvent proposés comme modèle de couple dans l'iconographie homosexuelle. La tombe où ils reposent tous les deux porte l'épitaphe suivante : « Khnoumhotep et Niânkhkhnoum ont vécu ensemble et se sont aimés avec passion ».
Leur représentation coïncide parfaitement avec celles d'un couple au masculin que les spécialistes pourraient considérer comme mariés. Ce n'est en théorie pas impossible mais aucun expert ne l'a jamais affirmé.

## Famille
Khnoumhotep et Niânkhkhnoum sont représentés dans la tombe avec leurs familles respectives. Il est probable qu'ils furent les fils de Khabaou-Khoufou et Reouedzaoues. Ils semblent avoir eu trois frères du nom de Titi, Néfernisout, et Kahersetef et peut-être aussi trois sœurs : Néferhotep-Heouethereou, Meheouet et Ptah-Heseten.
Khentikaoues était l'épouse de Niânkhkhnoum. Ils apparaissent dans la tombe avec leurs trois fils appelés Hem-Rê, Qed-Ounas et Khnoumhezeouef. Trois filles sont également mentionnées et leurs noms sont Hemet-Rê, Kheouiten-Rê et Nebet.
Un petit-fils est aussi mentionné : Irin-akheti, fils de Hem-Rê et son épouse, Tjeset.
Khnoumhotep avait une femme du nom de Khenout. Ils avaient une fille nommée Reouedzaoues (en hommage à son ancêtre) et au moins cinq fils nommés Ptahshepses, Ptahnéferkhou, Kaizebi, Khnoumhesouef et Niânkhkhnoum. Ce dernier était le plus jeune, son nom était un hommage à son oncle.

## Sépulture
La tombe de Khnoumhotep et Niânkhkhnoum fut découverte par l'égyptologue égyptien Ahmed Mahmoud Moussa le 12 novembre 1964, dans la nécropole de Saqqarah. C'est la seule tombe de la nécropole où des hommes sont dépeints s'étreignant et se tenant par la main. Une scène représente Khnoumhotep et Niânkhkhnoum participant à un banquet animé par des danseurs, des musiciens et des chanteurs ; une autre les montre supervisant les préparatifs de leurs funérailles. La description la plus frappante les dépeint s'étreignant aussi intimement que le permettait le canon artistique égyptien. Ils sont entourés de ce que l'on suppose être leurs héritiers.

### Entrée de la chambre mortuaire
La façade du mastaba est un portique constitué de colonnes. Il y a des inscriptions sur l'avant des colonnes pratiquement identiques, à gauche comme à droite. Niânkhkhnoum est représenté à gauche tandis que Khnoumhotep est représenté à droite.
| R4 · X1 · Q3 | W9 | S34 | W9 · N35 |

| R4 · X1 · Q3 | W9 | S34 | W9 · N35 |

On retrouve leurs noms combinés en un seul, la référence au dieu Khnoum formant le lien entre les deux. Leurs noms sont ainsi de chaque côté du hiéroglyphe jarre, symbolisant le nom du dieu potier Khnoum ; à gauche, les hiéroglyphes signifiant la paix ou la satisfaction ; à droite la croix ânkh signifiant la vie. Leurs noms, « Khnoum est satisfait » et « Khnoum est la vie » ainsi reliés peuvent signifier « Unis dans la paix, pour la vie ».

### Premier vestibule
Cette première salle est relativement petite. Le côté ouest est orné d'une procession funéraire en l'honneur de Niânkhkhnoum tandis que le côté est est orné des mêmes motifs adapté à Khnoumhotep.
Le mur sud montre les deux hommes assis devant une table d'offrande s'étendant entre eux, Niânkhkhnoum est assis à droite tandis que Khnoumhotep est à gauche.
En dessous de cette scène, les deux hommes sont représentés en train de chasser et de pêcher. À gauche, Khnoumhotep se dresse avec un bateau de papyrus avec sa femme Khenout, un fils et sa fille. Niânkhkhnoum est représenté de la même manière sur la droite avec sa femme Khentkaoues ainsi qu'un de ses fils et d'une de ses filles.

### Première et seconde chambre

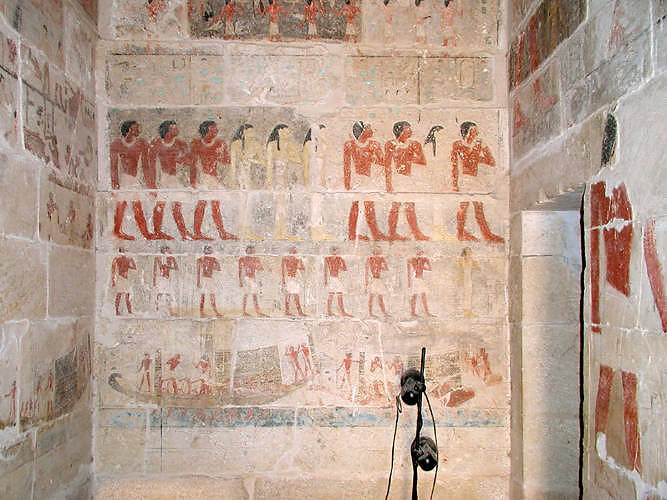
Mur est dans la première chambre.

Dans l'entrée de ces pièces, des scènes de cuisson du pain et de préparation de la bière sont représentées. L'orge est soigneusement dosé et transformé en pain. Du pain est mélangé avec des boissons fermentées afin de produire certains types de bière.
D'autres scènes sont représentées comme l'élevage de chèvres, la construction navale, des scènes de récolte, de navigation, des nuées d'oiseaux, etc.
Le mur est est recouvert d'un texte juridique. En dessous de ce texte des personnes sont représentées comme la famille des deux hommes. Tout en bas de ce mur, les deux hommes sont représentés debout devant la cabine principale de bateaux.

### Antichambre et chambre des offrandes

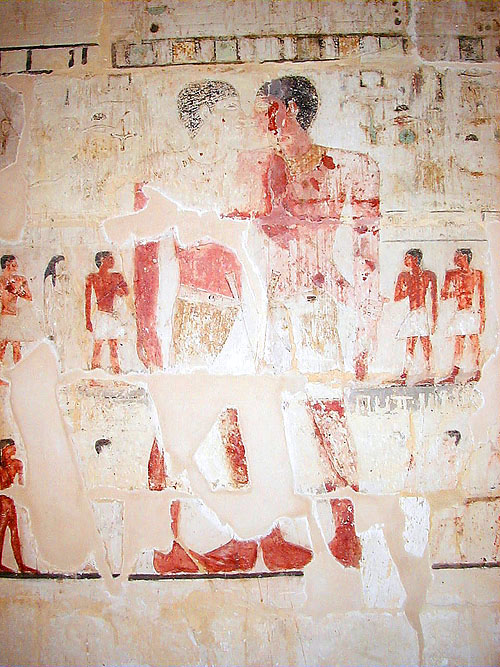
Fresque représentant Niânkhkhnoum, Khnoumhotep et leurs enfants sur un pilier.

L'antichambre est une pièce taillée dans la roche et entièrement décorée. Les scènes représentées montrent des gens dans des scènes agricoles comme la récolte du maïs et des céréales ou encore le labour des champs.
Les deux hommes sont représentés avec leurs enfants sur un pilier. Leurs épouses respectives sont absentes de cette scène, mais tous les enfants sont présents avec des inscriptions stipulant leurs noms respectifs.